# Fort San Carlos

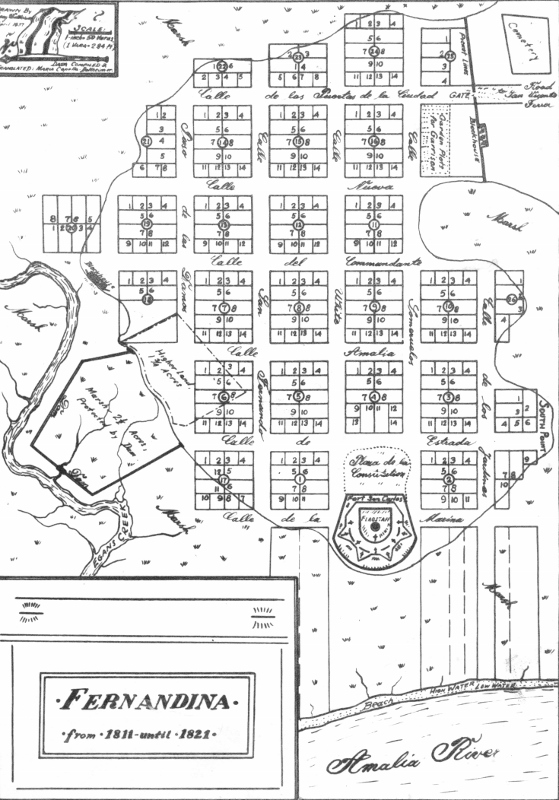
Plan de Fernandina de 1811 à 1821 démontrant la location du Fort San Carlos

Fort San Carlos était une structure militaire construite en 1816 pour défendre la ville coloniale espagnole de Fernandina, en Floride, maintenant appelée Old Town, qui occupe une péninsule à l'extrémité nord de l'Île d'Amelia. Le fort, une fortification lunette, se tenait sur le côté sud-ouest de la ville à côté du port, sur une falaise surplombant la rivière Amelia. Deux blockhaus protégeaient l'accès par voie terrestre au sud, tandis que le village était entouré de piquets militaires. Une carte de 1821 de Fernandina montre que le plan des rues, disposée en 1811 dans une grille de l'arpenteur général, fut nouvellement nommé en espagnol Floride orientale. George J. F. Clarke conserve aujourd'hui presque la même présentation que celle de 1821. Le fort occupé la zone délimitée par les rues Calle de Estrada, Calle de White et Calle de Someruelus. La structure elle-même a disparu et quelques traces restent dans l'actuelle Plaza de Fernandina Historic State Park. 